# 坂本健一 (古書店主)
坂本 健一（さかもと けんいち、1923年4月30日 - 2016年7月2日）は、日本の実業家。大阪市北区黒崎町の天五中崎通商店街にある古書店「青空書房」の店主。

## 生涯
坂本は、大阪の薬種問屋に生まれた。1943年、近畿大学専門学校法学部に入学後、学徒動員で入営した。坂本は少年期から読書家で、15歳のときに読んだモーパッサンの『女の一生』に衝撃を受け、召集令状が来た日にはロマン・ロランの『ジャン・クリストフ』を一挙に読み、『論語』を携えて入営したという。
戦時中は千葉県の九十九里浜などに配置され、茨城県で終戦を迎えた。
坂本は、1946年から、「父親の薬代を稼ぐ」ために、岩波文庫などの古書を「戸板に並べて」、あるいは大八車に載せ、御堂筋の闇市で商売を始めた。
1947年2月に、店舗を構えて「青空書房」を開業した。店舗はおよそ13平方メートルで、文学、思想、美術史関係の書籍2千冊ほどが置かれている。
坂本は「大阪一売れない本屋」を自称し、「たばこを吸いながら本はさわらないで」「本は生きています。オビをきったら怒ります」といった注意書きや、週刊誌のチラシなどを手描きで作り、店内に貼り出す独特の店づくりをした。
坂本と個人的な親交のある青空書房の常連客の中には、作家もおり、筒井康隆は『不良少年の映画史』で坂本について言及し、山本一力は坂本から『寛政重修諸家譜』を買ったエピソードを踏まえて「青空書房は、本好き全員の海路を照らす灯台だと確信する」と評したほか、田辺聖子とも親交があり、店内には筒井、山本、田辺からそれぞれ贈られた色紙が飾られている。
青空書房は、元日以外は休まない営業を、2002年ころまで長らく続けていたが、その後、坂本が脳梗塞を患ったこともあって、日曜日を定休日とし、2010年に妻に先立たれた前後から、さらに木曜日にも休むようになった。日曜日を休むようになった坂本は、定休日であることを告げる手描きポスターを、そのつど新たに作成してシャッターに貼り、やがて、そこに添えられた絵や言葉が徐々に注目されて、メディアにも取り上げられるようになった。その後、この手描きポスターは、大阪の画廊や書店で展示され、さらに書籍として出版された。
2016年7月2日、心筋梗塞のため死去。

## 著書
さかもとけんいち 名義
- 浪華の古本屋 ぎっこんばったん、SIC、2010年[7]
- 夫婦の青空、天理教道友社、2012年[9]
- ほんじつ休ませて戴きます : 人生最晩年、あふれ出た愛の言葉集、主婦の友社、2013年[13]
- だれにも一つの青空がある : 大阪「青空書房」店主90歳、休業ポスターに込めた人生の応援メッセージ。、天理教道友社、2013年